# Бронте, Бренуэлл
Па́трик Бре́нуэлл Бро́нте (англ. Patrick Branwell Bronte; Торнтон, Уэст-Йоркшир, Англия, Великобритания, 26 июня 1817 — 24 сентября 1848, Хоэрт, Уэст-Йоркшир, Англия, Великобритания) — английский художник и поэт, единственный сын в семье литераторов Бронте, брат писательниц Шарлотты, Эмили и Энн.

## Биография
Бренуэлл Бронте был четвёртым ребёнком из шестерых детей и единственным сыном Патрика Бронте и его жены, Марии Бренуэлл Бронте. Родился в Торнтоне, близ Брадфорда, Йоркшир, и позже переехал со своей семьей в Хоэрт, где его отец получил сан священника в 1821 году.
В 1824 году четырёх сестер Бренуэлла отправили учиться в пансион Кауан-Бридж для дочерей духовных лиц (где на следующий год две старшие, Мария и Элизабет, заболели и умерли, после чего Шарлотту и Эмилию забрали оттуда), тогда как сына отец обучал дома, дав ему классическое образование.
Бренуэлл Бронте, как и его сёстры, с детства пристрастился к сочинительству. Сохранились наброски обширного повествования о вымышленной стране Ангрии, написанного Бренуэллом совместно с Шарлоттой (Эмили и Энн тогда же выдумали собственную фантастическую страну — Гондал, «огромный остров в северной части Тихого океана»).
В юности Бренуэлл Бронте учился портретной живописи в Хоэрте; в 1838 и 1839 годах работал художником в Брадфорде. Одна из самых известных его работ — автопортрет в окружении сестёр (позднее Бренуэлл стёр собственное изображение).
В 1840 году Бронте стал преподавать у мальчика в богатой семье, но после полугода работы там был уволен. В это время он работал над переводами «Од» Горация. В 1841 году он был принят на работу на железнодорожную станцию, однако через год его обвинили в растрате (при нём была обнаружена недостача в размере 11 фунтов). В течение всего периода работы в семье и на станции Бренуэлл писал для йоркширских газет под всевозможными псевдонимами.
В 1843 году Бронте поступил на новое место работы — преподавателем у сына священника Эдмунда Робинсона. Эту работу он получил благодаря сестре Энн, служившей гувернанткой в семье Робинсон у двух старших дочерей. Во время пребывания в семье он страстно увлёкся женой мистера Робинсона — Лидией. Миссис Робинсон была неосторожна в общении со своим любовником, неоднократно передавала ему деньги через прислугу. В 1845 году муж Робинсон раскрыл измену и уволил Бренуэлла Бронте.
После возвращения в Хоэрт Бренуэлл стал злоупотреблять алкоголем и опиумом (выпивать и принимать наркотики он начал с юности). Постепенно поступки Бренуэлла становились опасными и непредсказуемыми, нередко случались приступы белой горячки.  В эти годы первые романы сестёр Бренуэлла начали принимать издательства, но Бренуэлла это не волновало. Серьёзная наркотическая и алкогольная зависимость Бренуэлла повлекла за собой ослабление здоровья, после чего он заразился ещё и туберкулёзом. Семья Бренуэлла не догадывалась о том, насколько серьёзно он болен; местный доктор поставил диагноз уже на последней стадии болезни. 24 сентября 1848 года Бренуэлл Бронте умер. Сестра Бренуэлла Эмили умерла от туберкулёза в декабре того же года, Энн — в мае 1849 года.

## Влияние на культуру
- Любовный роман Бренуэлла Бронте с миссис Робинсон отражён в фильме 1967 года «Выпускник», по сюжету которого молодого человека, соблазнённого зрелой дамой по фамилии Робинсон, зовут Бен Брэддок.
- Бренуэлл Бронте и его сёстры — главные герои пьесы Ли Боллингера[англ.] «Мартовские бури» (The Gales of March; 1987).
- Британская писательница Дафна Дюморье, долгие годы интересовавшаяся жизнью и творчеством Бренуэлла Бронте, в 1960 году опубликовала его беллетризованную биографию — «Инфернальный мир Бренуэлла Бронте» (The Infernal World of Branwell Brontë). Событиям, которые предшествовали и сопутствовали написанию Дафной Дюморье биографии Бренуэлла, а также произошли после этого, посвящена книга современной британской писательницы Жюстин Пикарди «Дафна»[6], в которой увлечение Дюморье личностью Бренуэлла сравнивается с «наваждением».
- 1 июня 2009 года в музее семьи Бронте в Хоэрте открылась выставка «Секс, наркотики и литература — „инфернальный мир Бренуэлла Бронте“», посвящённая трагической жизни единственного сына в семье Бронте[7].